# Witch Doctor (De Staat)
Witch Doctor is een nummer van de Nederlandse band De Staat. Het nummer werd uitgebracht als de vijfde track op hun album I CON uit 2013.

## Achtergrond

Circlepit tijdens een live-uitvoering van "Witch Doctor" tijdens de Zwarte Cross 2016.

Hoewel "Witch Doctor" nooit op single is uitgebracht, is het desondanks een van de bekendste nummers van De Staat. Op 26 september 2015, twee jaar na de uitgave van het album I_CON, verscheen een videoclip bij het nummer, gemaakt door Studio Smack. In deze clip is zanger Torre Florim te zien die wordt omcirkeld door een grote groep geanimeerde figuren die om hem heen rennen en uiteindelijk een berg om hem heen vormen. Dit slaat op het feit dat "witch doctor" de Engelse term is voor een medicijnman.
Op de vraag waarom het twee jaar duurde voordat er een clip bij "Witch Doctor" verscheen, vertelde Florim: "In alle eerlijkheid: het was natuurlijk de bedoeling dat hij veel eerder uit zou komen. We zijn er al heel lang mee bezig geweest met Studio Smack en Floris Kaayk. Het was de laatste video die ik wilde maken voor de nieuwe plaat. We zijn vorig jaar al begonnen met plannen maken. Ik ontdekte veel religieuze dansen, waarbij er heel synchroon wordt bewogen. Dat vond ik een heel vet idee. De videomakers moesten uitvinden hoe het allemaal moest. Als je geen Hollywood studio achter je hebt, dan is dat gewoon vet veel werk. Maar het resultaat mag er wezen." De videoclip wordt tijdens liveoptredens van De Staat vaak nagedaan, waarbij het publiek een circlepit vormt.
De videoclip van "Witch Doctor" kreeg uiteindelijk vele Europese prijzen; zo won het onder meer op het Playgrounds Festival, het Parijse International Music Video festival en het Holland Animation Film Festival. Ook won het in 2016 de prijs voor beste videoclip bij de Edisons. In 2017 werd het nummer door luisteraars van NPO 3FM uitgeroepen tot het beste festivalnummer aller tijden.

## NPO Radio 2 Top 2000
| Nummer met noteringen in de NPO Radio 2 Top 2000 | '16  | '17 | '18 | '19 | '20 | '21 | '22 | '23 | '24 |
| ------------------------------------------------ | ---- | --- | --- | --- | --- | --- | --- | --- | --- |
| Witch Doctor                                     | 1439 | 533 | 695 | 460 | 590 | 568 | 422 | 536 | 555 |

1. ↑  Een vetgedrukt getal geeft de hoogste notering aan.
2. ↑  2016 was het eerste jaar met een notering voor dit nummer.